# Ленартовиці (Нижньосілезьке воєводство)
Ленартовиці (пол. Lenartowice, нім. Leonhardwitz) — село в Польщі, у гміні Менкіня Сьредського повіту Нижньосілезького воєводства.
Населення — 234 особи (2011).
У 1975-1998 роках село належало до Вроцлавського воєводства.

## Демографія
Демографічна структура станом на 31 березня 2011 року:
|          | Загалом | Допрацездатний вік | Працездатний вік | Постпрацездатний вік |
| -------- | ------- | ------------------ | ---------------- | -------------------- |
| Чоловіки | 119     | 23                 | 87               | 9                    |
| Жінки    | 115     | 19                 | 78               | 18                   |
| Разом    | 234     | 42                 | 165              | 27                   |